# أضرحة الملوك (بافوس)
أضرحة الملوك، مقبرة كبيرة تقع على بعد حوالي 2 كيلومتر شمال غرب ميناء بافوس في قبرص.
يرجع تاريخ معظم الأضرحة للقرن الرابع قبل الميلاد وقد تم حفرها في صخرة صلبة ويتعقد أنها مقر دفن أرستقراطيي بافوس وكبار الموظفين الحكوميين حتى القرن الثالث قبل الميلاد (سمى المكان بمقبرة الملوك لروعته ولكن لا يوجد ملوك مدفونين فها حقيقة).وتحوي بعض الأضرحة لوحات جدارية وأعمدة رومانية فرغم أن القبور محفورة في الصخور ولكنا تضاهى في جمالها منازل الأحياء.
جزء من أهمية المكان يعود لعادة البافوسيين في دفن القوارير وغيرها من الممتلكات مع الموتى مما يعين الأثريين في كثير الأبحاث.

## معرض الصور

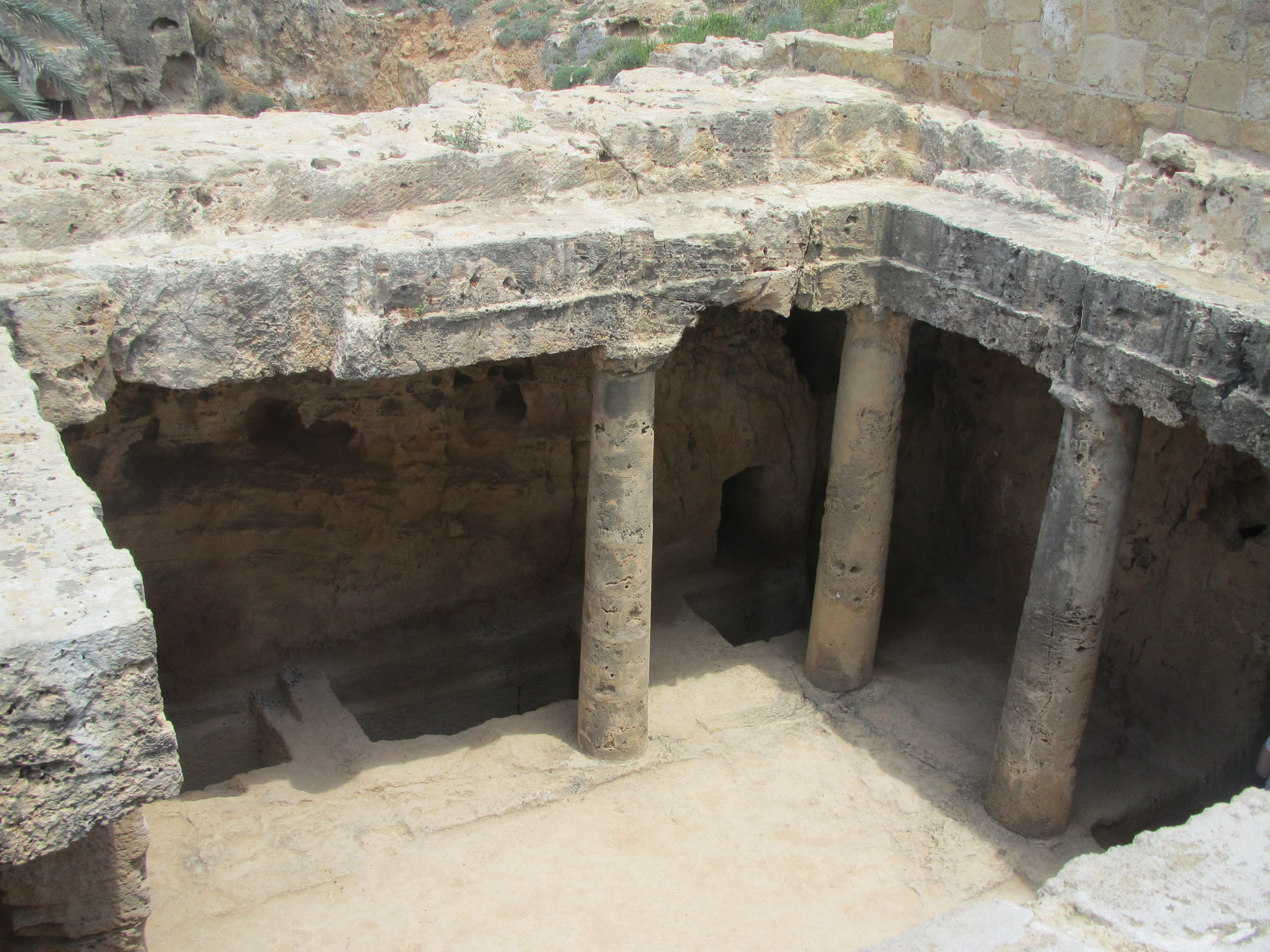
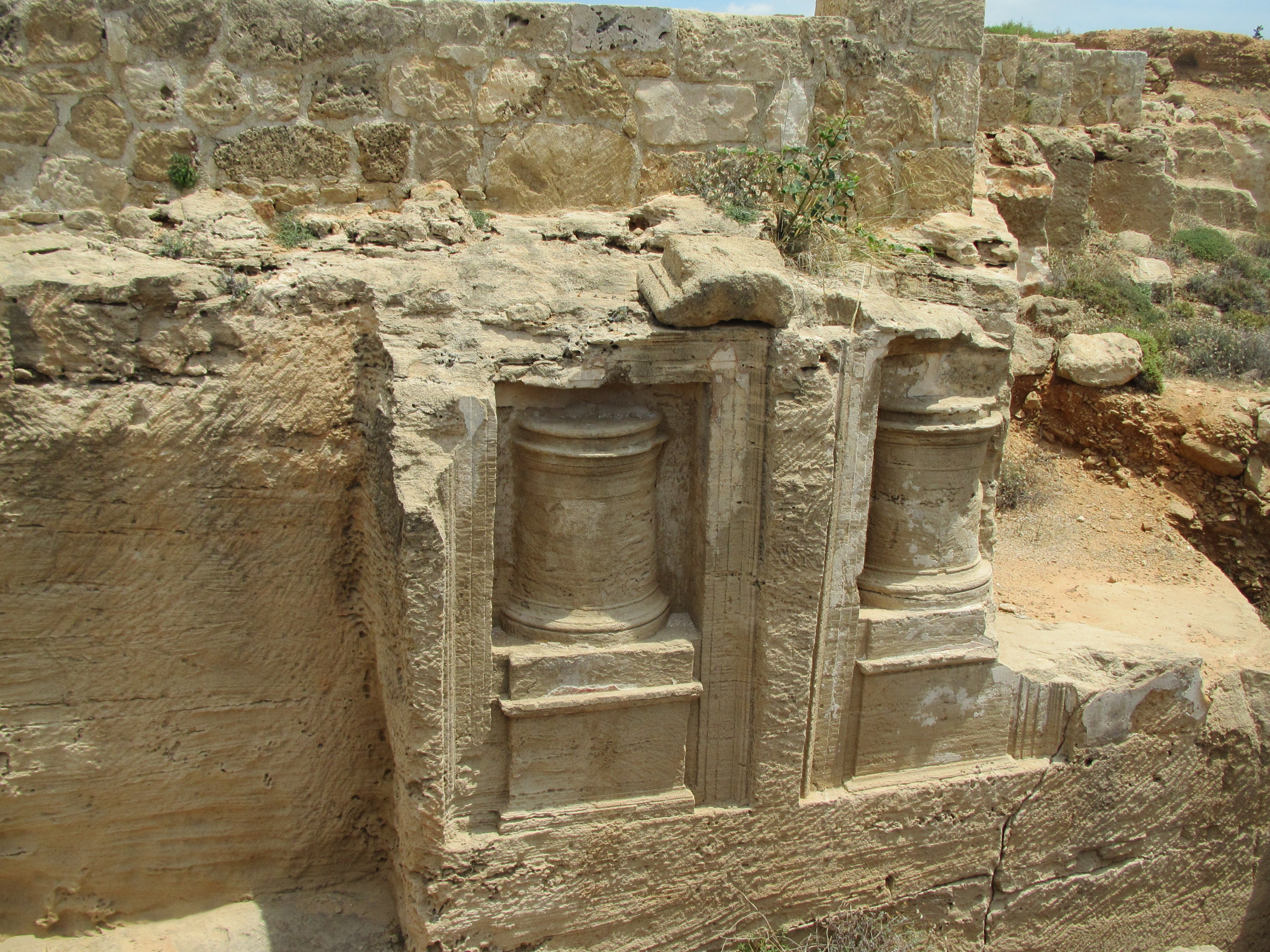
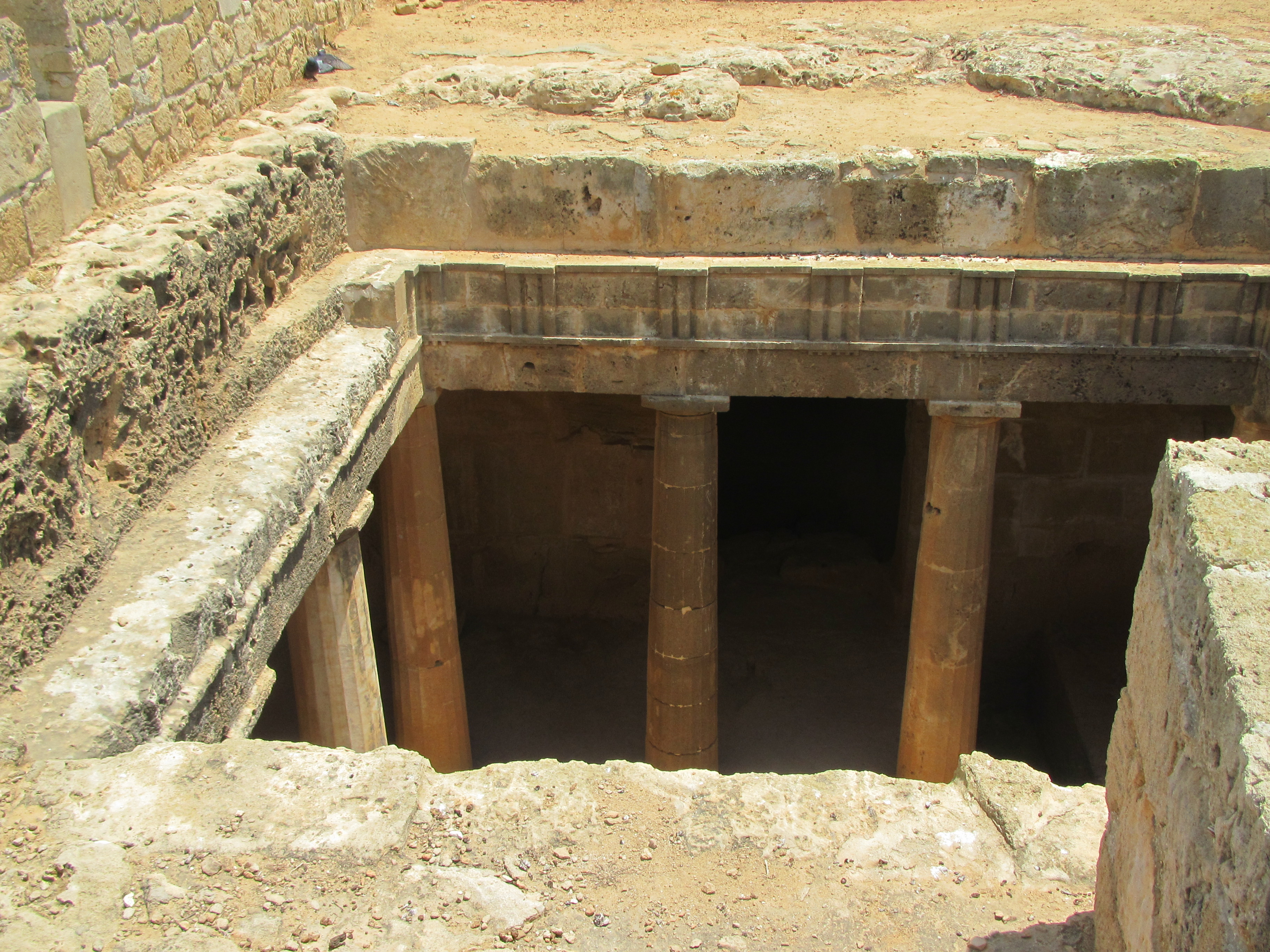
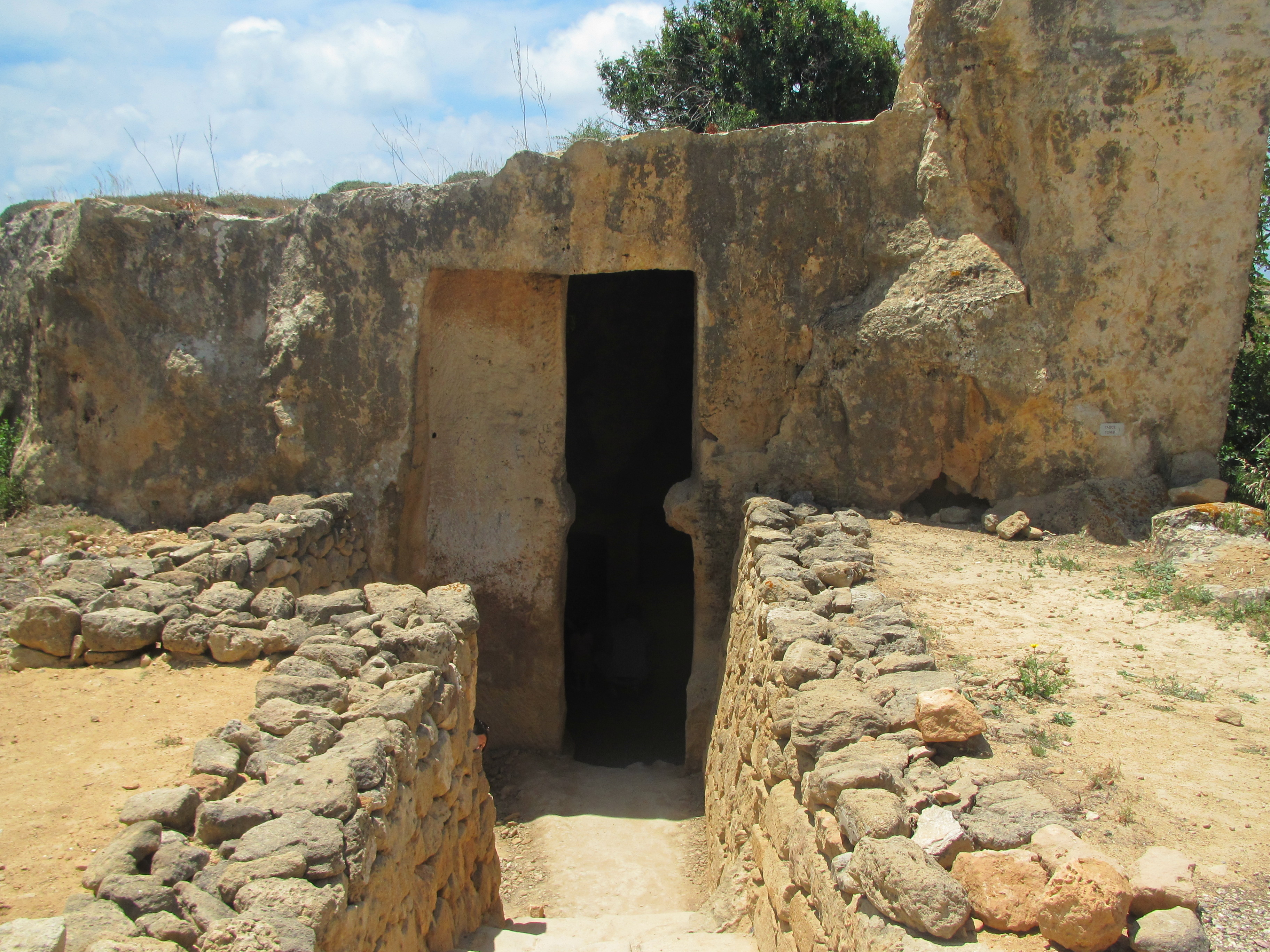
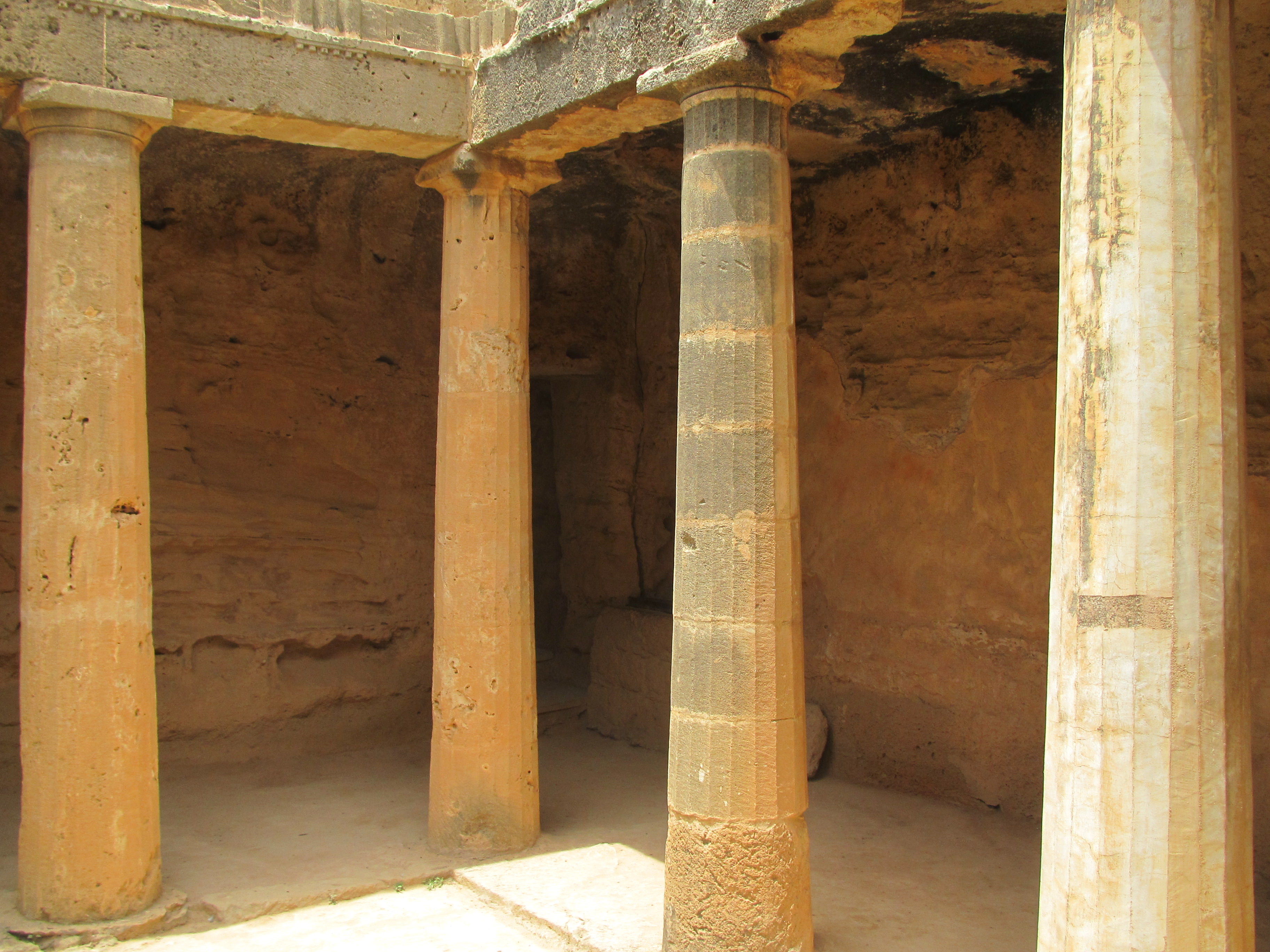
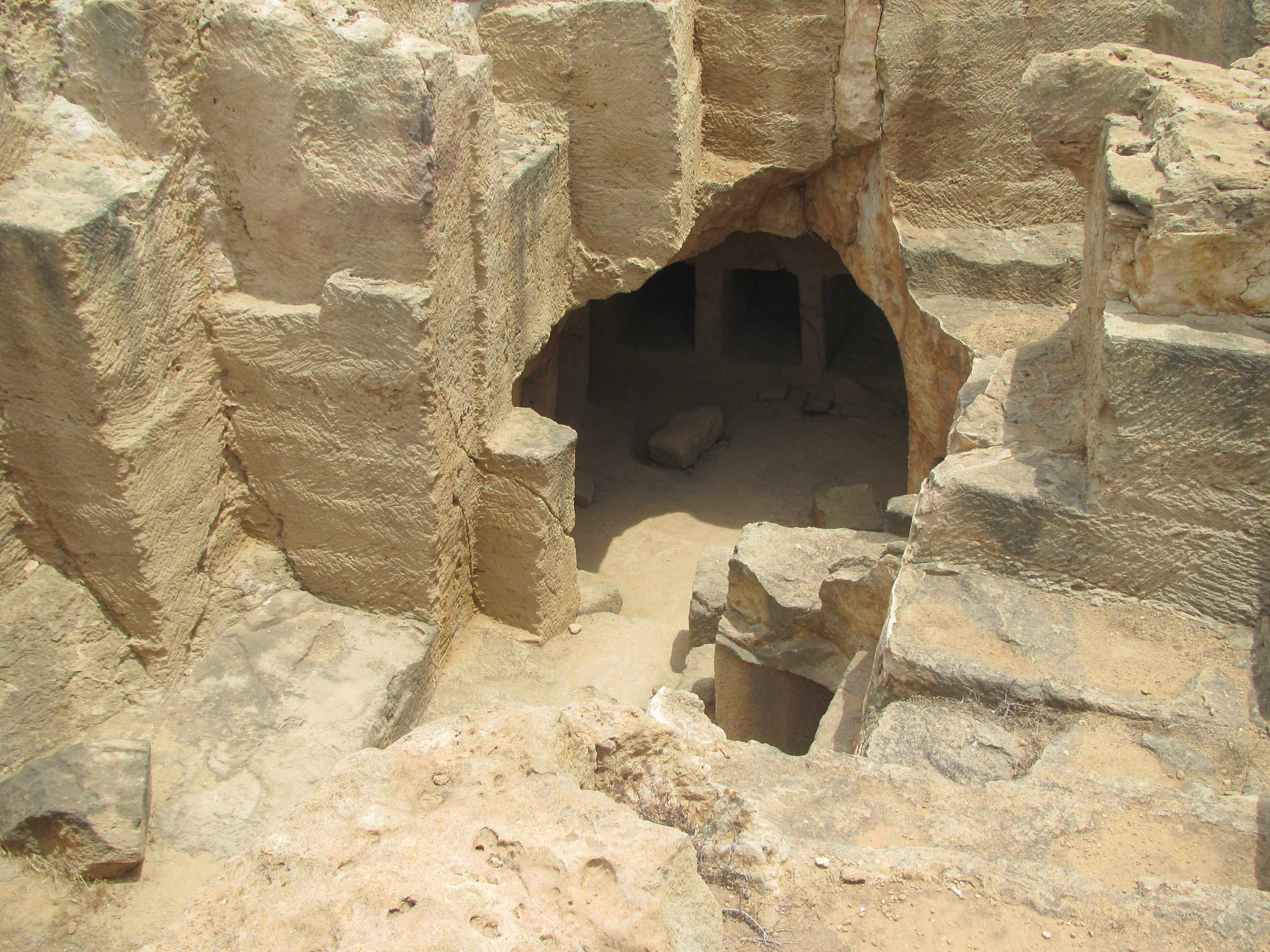